# Гришино (Вологодский район)
Гришино — деревня в Вологодском районе Вологодской области.
Входит в состав Прилукского сельского поселения, с точки зрения административно-территориального деления — в Прилукский сельсовет.
Расстояние по автодороге до районного центра Вологды — 16 км, до центра муниципального образования Дорожного — 1 км. Ближайшие населённые пункты — Кожевниково, Дорожный, Цыпоглазово.
По переписи 2002 года население — 44 человека (26 мужчин, 18 женщин). Преобладающая национальность — русские (93 %).